# Manic Frustration
Albums de Trouble
Trouble
(1990) Plastic Green Head
(1995)
Manic Frustration est le cinquième album studio du groupe américain de Doom metal, Trouble.
Cet album a été enregistré en Californie dans trois studios différents (Indigo Ranch studios, Studio II et Hollywood Sound) et a été produit par le groupe et Rick Rubin pour son label Def American Recordings.
Avec cet album, le groupe change de direction musical en abandonnant le doom métal de ses débuts en incluant des influences de rock psychédélique, d'acid rock, en accélérant le tempo des titres et abandonnant aussi le thème du christianisme dans les paroles de ses chansons. cet album comprend aussi deux "ballades", "Rain" et le dernier titre de l'album "Breathe" qui contient un extrait de la chanson Atlantis écrite en 1968 par le chanteur anglais Donovan.
Cet album sera le dernier avec Barry Stern à la batterie, il sera remplacé par le batteur original Jeff Olson pour l'album suivant.

## Liste des titres
- Tous les titres sont signés par Eric Wagner, Bruce Franklin & Rick Wartell sauf indications.

1. Come Touch the Sky - 2:54
2. 'Scuse Me - 3:25
3. The Sleeper - 3:14
4. Fear - 3:38
5. Rain - 4:17
6. Tragedy Man - 4:17
7. Memory's Garden - 4:24
8. Manic Frustration (Wagner / Franklin / Wartell / Ron Holzner / Barry Stern)-4:10
9. Hello Strawberry Skies - 3:04
10. Mr White (Wagner / Franklin / Wartell / Holzner / Stern) - 3:26
11. Breathe... (Wagner / Franklin / Wartell / Donovan) - 6:30

## Musiciens
- Eric Wagner: chant
- Bruce Franklin: guitares
- Rick Wartell: guitares
- Ron Holzner: basse
- Barry Stern: batterie, percussions